# Chalciope mygdon
Chalciope mygdon là một loài bướm đêm trong họ Noctuidae.